# Kristian Kjelling
Kristian Kjelling (Oslo, 8 de septiembre de 1980) es un exjugador de balonmano noruego que jugaba de lateral izquierdo. Su último equipo fue el Drammen HK. Fue un componente de la selección de balonmano de Noruega.

## Palmarés

### Ademar León
- Copa del Rey de Balonmano (1): 2002
- Supercopa de España de balonmano (1): 2003
- Recopa de Europa de Balonmano (1): 2005

### Aalborg
- Liga danesa de balonmano (2): 2010, 2013
- Supercopa de Dinamarca (1): 2012

## Clubes
| Club                  | País      | Año         |
| --------------------- | --------- | ----------- |
| Vestli IL             | Noruega   | 1998 - 1999 |
| Drammen HK            | Noruega   | 1999 - 2002 |
| Ademar León           | España    | 2002 - 2006 |
| Portland San Antonio  | España    | 2006 - 2009 |
| Aalborg HB            | Dinamarca | 2009 - 2013 |
| Bjerringbro-Silkeborg | Dinamarca | 2013 - 2015 |
| Drammen HK            | Noruega   | 2015 - 2016 |